# Sénat de Pologne
Pour les autres articles nationaux ou selon les autres juridictions, voir Sénat.
XIe législature
Siège du parlement de Pologne
Le Sénat de la république de Pologne (en polonais : Senat Rzeczypospolitej Polskiej) est la chambre haute du parlement polonais, la chambre basse étant la Diète. Il compte 100 membres élus au suffrage universel.

## Histoire

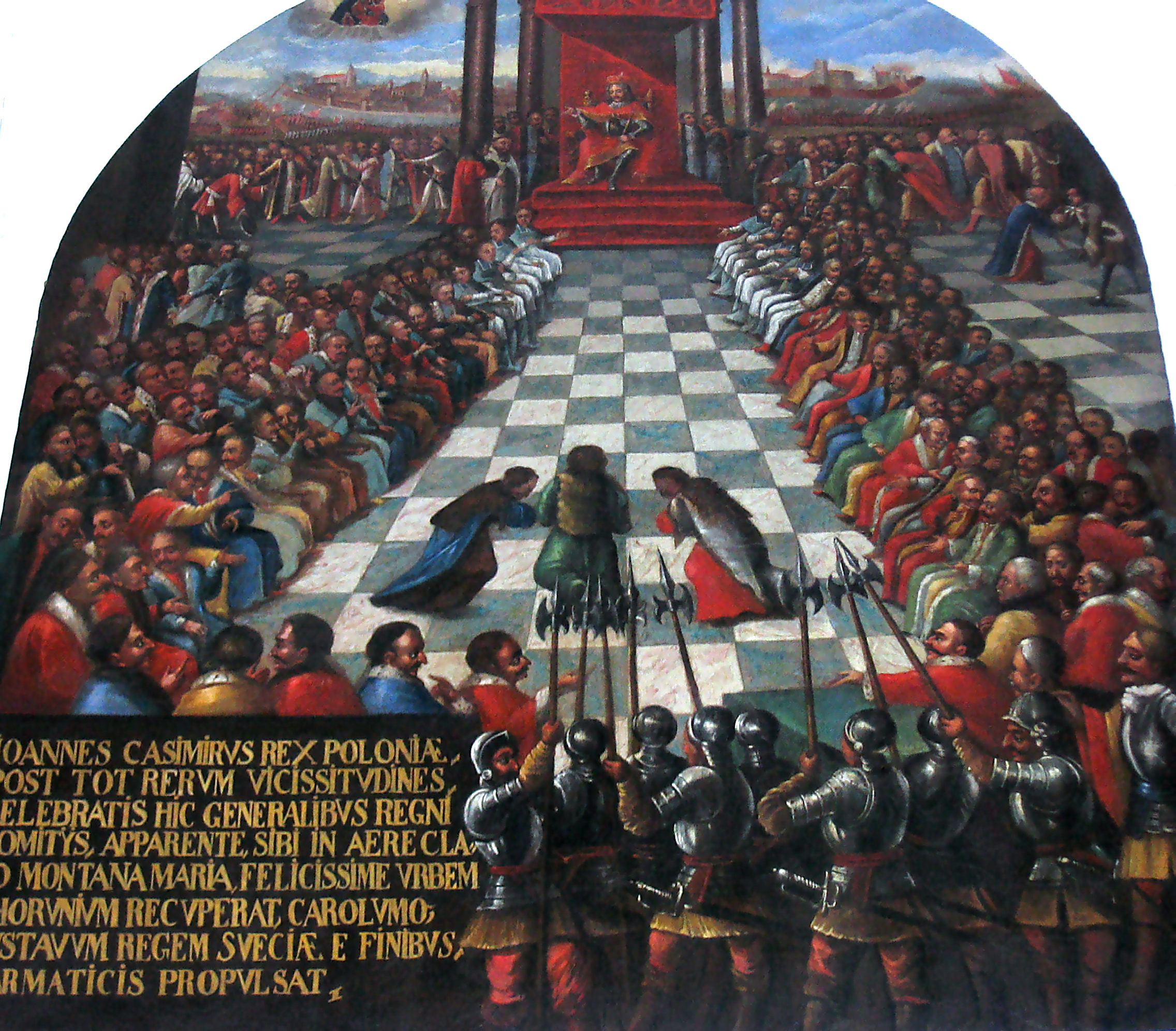
Scène représentant une session du Sénat en 1661 à Jasna Góra.

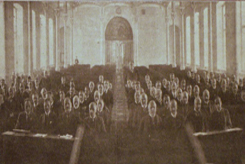
Première réunion du Sénat en 1922 après l'indépendance de la Pologne.

Le Sénat était à l'origine la chambre des conseillers des rois de Pologne.
Durant la monarchie constitutionnelle, le Sénat était composé des magnats - des voïvodes, châtelains et évêques, nommés à vie par le roi.
Les sénateurs ont ensuite été élus par le peuple durant la Deuxième République, avant que l'institution soit supprimée par les communistes en 1946, Zofia Daszyńska-Golińska économiste était sénatrice. Il a été rétabli en 1989.

## Sénat actuel

### Système électoral
Le Sénat est composé de 100 sièges pourvus pour quatre ans au scrutin uninominal majoritaire à un tour dans autant de circonscriptions.

### Pouvoirs
Les sénateurs sont élus en même temps que les députés à la Diète. Ils peuvent amender ou rejeter une loi votée par la Diète, mais toute décision du Sénat doit être reconfirmée par la dite Diète. Traditionnellement, le Sénat prend particulièrement soin des Polonais de l'étranger, appelés Polonia.

## Composition

### 1relégislature(18 juin 1989 - 25 novembre 1991)
- Comité électoral civique (Komitet Obywatelski "Solidarność" OKW) : 99 sénateurs membres du Obywatelski Klub Parlamentarny (OKP)
- Indépendant : 1

### 2elégislature(25 novembre 1991 - 31 mai 1993)
À la différence da la 1re législature, la suivante se caractérisait d'une grande fragmentation politique. À la suite des élections effectuées le 27 octobre 1991, il y a eu 12 forces politiques entrées au Sénat. L'Union démocratique constituait le groupe politique le plus grand (22 sénateurs). L'Union Chrétienne-Nationale (en polonais Zjednoczenie Chrześcijańsko-Narodowe) est arrivée à la deuxième place avec ses 12 sénateurs.  Solidarité (en polonais NSZZ "Solidarność") a obtenu 11 mandats, l'Alliance du Centre (en polonais Porozumienie Centrum) et le Parti paysan polonais (PSL), chacun 9 mandats.

### 3elégislature(19 septembre 1993 - 20 octobre 1997)
Le Sénat de la 3e législature est dominée par 2 partis: l'Alliance de la gauche démocratique (37 sièges) et le Parti paysan polonais (35 sièges). Solidarité avait 12 mandats et 7 sénateurs était liés avec l'Union démocratique. Cette législature a eu aussi un sénateur issu de la Minorité allemande.

### 4elégislature(20 octobre 1997 - 18 octobre 2001)
L'Alliance électorale Solidarité remporte la majorité des sièges au Sénat (52 sénateurs). L'Alliance de la gauche démocratique (SLD) a obtenu 28 mandats. L'Union pour la liberté (un parti issu de l'Union démocratique) compte 8 sénateurs regroupés dans le Club démocratique du Sénat (en polonais Klub Demokratyczny Senatu).

### 5elégislature(19 octobre 2001 - 18 octobre 2005)
L'Alliance de la gauche démocratique (SLD) avec ses 75 mandats devient la force politique dominante au Sénat.

### 6elégislature(19 octobre 2005 - 4 novembre 2007)
- Droit et justice (PiS), 49 sièges.
- Plateforme civique (PO), 34 sièges.
- Ligue des familles polonaises (LPR), 7 sièges.
- Autodéfense de la république de Pologne (Samoobrona), 3 sièges.
- Parti paysan polonais (PSL), 2 sièges.

La gauche en est complètement absente.

### 7elégislature(5 novembre 2007 - 7 novembre 2011)
- Plateforme civique (PO), 60 sièges.
- Droit et justice (PiS), 39 sièges
- La gauche et les démocrates (LiD), 1 siège

### 8elégislature(8 novembre 2011 - novembre 2015)
- Plateforme civique (PO), 63 sièges.
- Droit et justice (PiS), 29 sièges
- Solidarna Polska (SP) (élus PiS dissidents), 2 sièges
- Parti paysan polonais (PSL), 2 sièges
- indépendants : 4 sièges (dont 2 de gauche : Marek Borowski et Włodzimierz Cimoszewicz)

### 9elégislature(novembre 2015 - novembre 2019)
- Droit et justice (PiS), 61 sièges
- Plateforme civique (PO), 34 sièges.
- Parti paysan polonais (PSL), 1 siège
- indépendants : 4 sièges (dont 1 de gauche : Marek Borowski)

### 10elégislature(novembre 2019 -novembre 2023)
Les élus d'opposition (52) sont plus nombreux que ceux de la majorité gouvernementale (48) et le sénateur Tomasz Grodzki de la Plateforme civique est élu maréchal du Sénat.
- Droit et justice (PiS), 48 sièges (y compris les membres de Solidarna Polska (SP) et de Porozumiene)
- Coalition civique (KO) (dont Plateforme civique (PO) et .Nowoczesna), 43 sièges.
- Coalition polonaise (KP) (dont Parti paysan polonais (PSL) et Union des démocrates européens (UED)), 3 sièges
- La Gauche (Lewica) : 2 sièges
- indépendants : 4 sièges

## Liste des présidents depuis 1989
- Andrzej Stelmachowski (pl) (1989-1991)
- August Chełkowski (pl) (1991-1993)
- Adam Struzik (pl) (1993-1997)
- Alicja Grześkowiak (1997-2001)
- Longin Pastusiak (pl) (2001-2005)
- Bogdan Borusewicz (2005-2015)
- Stanisław Karczewski (2015-2019)
- Tomasz Grodzki (2019-2023)
- Małgorzata Kidawa-Błońska (depuis 2023)